# Jürgen Klimke

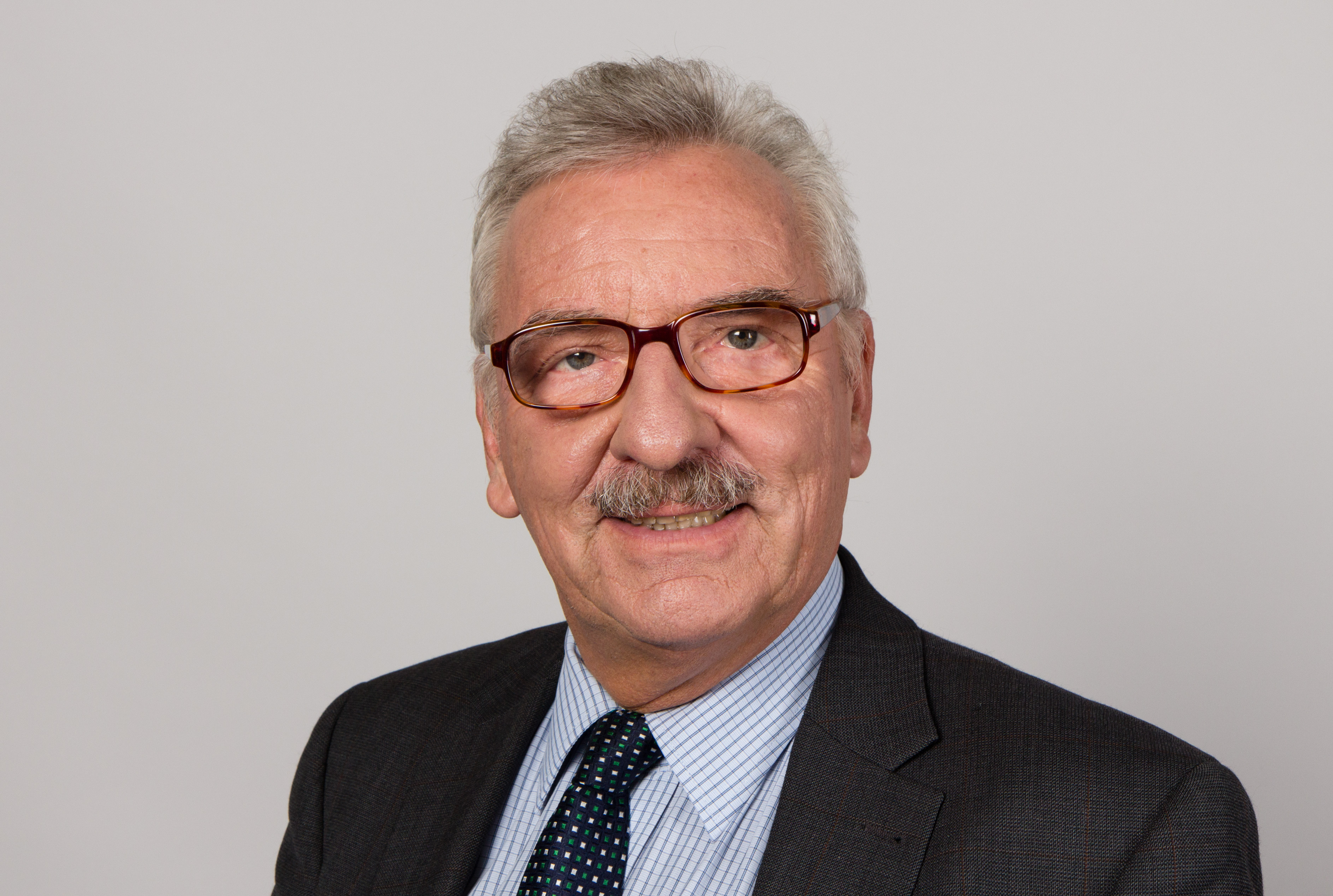
Jürgen Klimke (2014)

Jürgen Klimke (* 2. Juli 1948 in Hamburg) ist ein deutscher Politiker (CDU). Von 1982 bis 2002 gehörte er der Hamburgischen Bürgerschaft an, von 2002 bis 2017 war er Mitglied des Deutschen Bundestages.

## Leben und Beruf
Nach dem Abitur 1968 studierte Klimke bis 1976 Rechtswissenschaft an der Universität Hamburg. Anschließend absolvierte er ein journalistisches Volontariat und ist seitdem als Journalist tätig. Klimke ist Gesellschafter der PR-Agentur Industrie-Contact AG in Hamburg.
Jürgen Klimke ist evangelisch, verheiratet und Vater von vier Kindern.

## Partei
Klimke trat 1970 in die CDU ein. Er war von 1982 bis 2003 stellvertretender Kreisvorsitzender und von 2003 bis 2008 Vorsitzender des CDU-Kreisverbandes Hamburg-Wandsbek. 2004 bis 2008 war er außerdem stellvertretender Landesvorsitzender der CDU in Hamburg.

## Abgeordneter
Klimke gehörte von 1974 bis 1982 der Bezirksversammlung von Hamburg-Wandsbek an und war von 1982 bis 2002 Mitglied der Hamburgischen Bürgerschaft. Dort war er von 1985 bis 2002 Parlamentarischer Geschäftsführer der CDU-Bürgerschaftsfraktion.
Von 2002 bis 2017 war Klimke Mitglied des Deutschen Bundestages. Von 2005 bis 2009 war er Obmann der CDU/CSU-Bundestagsfraktion im Tourismusausschuss, ab 2009 Obmann im Ausschuss für wirtschaftliche Zusammenarbeit und Entwicklung. Sein regionaler Schwerpunkt lag in Südasien und Südostasien. In der 18. Legislaturperiode gehörte Klimke zudem dem Auswärtigen Ausschuss als ordentliches Mitglied an und war Obmann im Unterausschuss Vereinte Nationen, Internationale Organisationen und Globalisierung. Weiterhin war Klimke Vorsitzender der Arbeitsgemeinschaft Elbe der CDU/CSU-Fraktion und stellvertretender Vorsitzender der deutschen Delegation in der Parlamentarischen Versammlung der Organisation für Sicherheit und Zusammenarbeit in Europa (OSZE). Im August 2015 wurde Klimke zum ersten Sonderbeauftragten der Parlamentarischen Versammlung der OSZE für die Ostsee-Region ernannt. Klimke nimmt zahlreiche weitere Funktionen wahr. Er ist stellvertretender Vorsitzender der Deutschen Gesellschaft für die Vereinten Nationen (DGVN), stellvertretender Vorsitzender im Beirat des Deutschen Evaluierungsinstituts der Entwicklungszusammenarbeit gGmbH, Vorsitzender der Gesellschaft der Freunde Marokkos, Vorstandsmitglied des Euro-Mediterran-Arabischen Ländervereins und Mitglied im Kuratorium des Deutschen Youth For Understanding Komitees
Klimke wurde 2009 erstmals im Wahlkreis Hamburg-Wandsbek direkt gewählt. Er erhielt 36,5 % der gültigen Erststimmen (Ingo Egloff, SPD, 34,8 %) und vertrat seitdem als einziger Abgeordneter diesen Wahlkreis im Deutschen Bundestag, bis im März 2011 nach der Wahl von Olaf Scholz zum Hamburger Bürgermeister Ingo Egloff für diesen nachrückte. 2002 und 2005 zog Klimke über die CDU-Landesliste Hamburg ein. Bei der Bundestagswahl 2013 zog er erneut über die Landesliste der CDU Hamburg ein.
Seit dem Sommer 2012 setzt sich Klimke zusammen mit zwölf weiteren Unions-Bundestagsabgeordneten öffentlich für die steuerliche Gleichstellung von Eingetragenen gleichgeschlechtlichen Partnerschaften mit der Ehe ein.
Anlässlich des 25. Jahrestages der deutschen Wiedervereinigung pflanzte er am 27. November 2014 im Jenfelder Moorpark ein Baumdenkmal für die Deutsche Einheit für Wandsbek.
Im September 2016 gab Klimke bekannt, dass er bei der Bundestagswahl 2017 nicht mehr als Abgeordneter kandidieren wird.